# Literatura LGBT de Brasil
La literatura LGBT de Brasil, entendida como literatura escrita por autores brasileños que involucre tramas o personajes que formen parte o estén relacionadas con la diversidad sexual, tiene una tradición que se remonta al siglo XVII, específicamente a la obra del poeta Gregório de Matos, quien a lo largo de su vida escribió una serie de poemas satíricos de carácter homosexual sobre sus adversarios políticos. Las primeras obras narrativas en referenciar la homosexualidad llegaron casi dos siglos después, en las décadas de 1870 y 1880, de la mano de escritores como Joaquim Manuel de Macedo, Aluísio Azevedo y Raul Pompéia. Las obras de estos autores, que en su mayoría se enmarcaban en la tendencia del naturalismo, presentaban una mirada de la homosexualidad basada en concepciones de la época, bajo un estereotipo negativo de desviación sexual. En medio de este contexto apareció la novela Bom-Crioulo (1895), escrita por Adolfo Caminha y tradicionalmente señalada como iniciadora de la literatura LGBT brasileña, además de ser considerada la primera novela LGBT de América Latina. Aunque también compartió una visión negativa de la homosexualidad, fue la primera en centrar su trama en una relación de personas del mismo sexo.
El inicio del siglo XX vio la entrada de autores como João do Rio, que abordó la diversidad sexual en algunos de sus cuentos y de quien se sabía que era homosexual, y la publicación de obras como «Pílades e Orestes», relato homoérotico de Joaquim Machado de Assis, y «O menino do Gouveia» (1914), cuento anónimo considerado la primera obra LGBT pornográfica de Brasil. La novela Vertigem (1926), de Laura Villares, es notoria por ser la primera en abordar el lesbianismo escrita por una mujer brasileña, aunque también da una mirada moralista y condenatoria contra la protagonista.
Durante la época posterior al Estado Novo, varios textos continuaron presentando temáticas LGBT de forma sutil. La obra paradigmática de esta tendencia fue «Frederico Paciência» (1947), relato de Mário de Andrade sobre una amistad masculina con tintes homoeróticos que, a pesar de no volver la orientación sexual de los personajes explícita, fue uno de los primeros en mostrar esta atracción de forma positiva. La década de 1950 se vio caracterizada por la publicación de dos novelas clásicas de la literatura brasileña que incluyeron subtramas LGBT: Gran Sertón: Veredas (1956), de João Guimarães Rosa, y Crônica da casa assassinada (1959), de Lúcio Cardoso. Estas novelas abordaron la diversidad sexual de forma marcadamente distinta a obras anteriores, en tramas que exploraron conceptos como la espiritualidad, el travestismo, la metafísica y el deseo prohibido.
Hasta la segunda mitad del siglo XX, la literatura homosexual masculina brasileña, a diferencia de la tradición anglosajona, tenía entre sus características comunes la reproducción de roles bien delineados en las relaciones que retrataba, con la figura de un hombre fuerte con características masculinas y otro mostrado como débil y sumiso, en un análogo de los roles sociales de la época presentes en las relaciones heterosexuales, como puede observarse desde Bom-Crioulo. Además de ello, era común que tanto las figuras homosexuales masculinas como femeninas fueran retratadas de forma caricaturesca o exótica. También destaca la figura del Carnaval de Brasil, que en la ficción era mostrada por varios autores como un tiempo en que las personas podían ocultar sus identidades mientras disfrutaban de una mayor libertad sexual y realizaban actos usualmente considerados ilícitos.
La etapa de la dictadura militar en Brasil está caracterizada por la fuerte censura ejercida por el régimen, aunque eventos como los Disturbios de Stonewall y el nacimiento del movimiento LGBT internacional ayudaron a la vez a iniciar un auge en la publicación de obras LGBT. La escritora más importante de este periodo fue Cassandra Rios, quien, a pesar de ser blanco recurrente de la censura por las temáticas lésbicas de sus obras, se convirtió en la más exitosa escritora brasileña de todos los tiempos, con periodos en que alcanzó la venta de 300 000 libros por año, aunque, a la vez, fue ignorada por la crítica. Con el tiempo, Rios pasó a ser considerada la iniciadora de la tradición literaria lésbica brasileña. Otros autores LGBT destacados de los años de la dictadura fueron Gilberto Freyre y Aguinaldo Silva, particularmente con su novela Primeira carta aos andróginos (1975).
De aquella época son también las figuras de Caio Fernando Abreu, Silviano Santiago y João Silverio Trevisan, quienes iniciaron una nueva etapa en la narrativa LGBT brasileña, influenciada por la literatura LGBT global. Abreu abordó la diversidad sexual y la homofobia desde su primera colección de cuentos y continuó explorándola en años posteriores, en relatos como «Terca-feira gorda», de Morangos mofados (1982), que narra el encuentro entre dos hombres homosexuales durante el Carnaval de Brasil; o la novela Pela Noite (1983), tal vez la primera obra brasileña en abordar el VIH. De Silviano Santiago se distingue la novela Stella Manhattan (1985), una de las primeras en contar con una personaje travesti como protagonista; mientras que João Silverio Trevisan es reconocido por la novela Em nome do desejo (1983) y la obra de no ficción Devassos no paraíso (1986).
De la poesía de finales del siglo XX se pueden mencionar autores como Francisco Bittencourt y Roberto Piva, quienes exploraron la homosexualidad y el cuerpo masculino en su obra; Waldo Motta, reconocido por enlazar temas relacionados con la diversidad sexual con motivos religiosos; y los poetas Glauco Mattoso y Horácio Costa, con obras centradas en el abordaje de prácticas tabúes y críticas a la sociedad heteropatriarcal brasileña.
Las primeras décadas del siglo XXI se vieron caracterizadas por la normalización y el aumento de la presencia de protagonistas LGBT en obras literarias brasileñas, la mayoría de los cuales dejaron de ser presentados con los estereotipos existentes en obras pasadas. Temáticas relacionadas con la diversidad sexual empezaron además a aparecer en obras de géneros como el histórico, detectivesco, utópico y en particular en la literatura juvenil. Entre los autores de obras LGBT galardonadas en décadas recientes se encuentran narradores como Santiago Nazarian, Natalia Borges Polesso, Tobias Carvalho y Cristina Judar. Del lado de la poesía, han destacado figuras como Angelica Freitas, Tatiana Nascimento y Ryane Leão.

## Narrativa

### SigloXIX

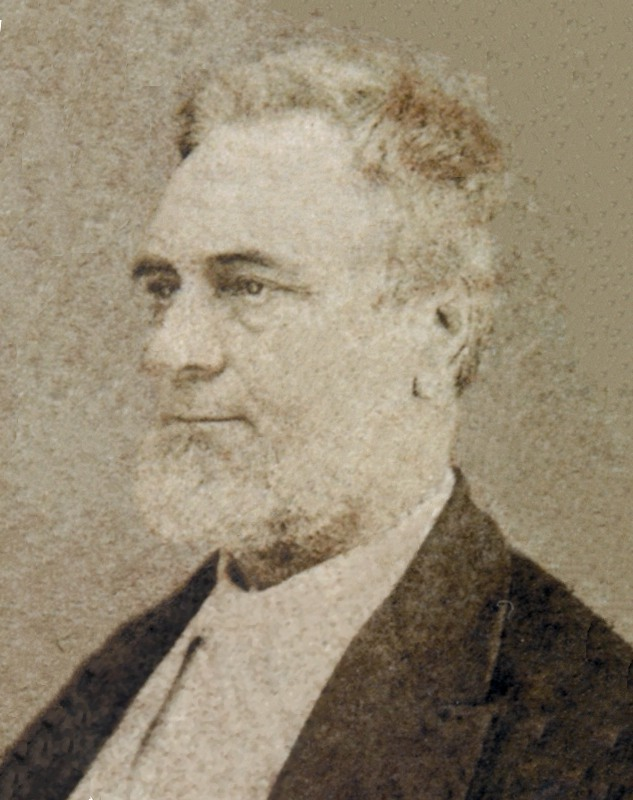
Joaquim Manuel de Macedo, autor de Mulheres de mantilha (1870).

La primera referencia de la que se tiene noticia a la homosexualidad en la narrativa brasileña tuvo lugar en la novela Mulheres de mantilha (1870), de Joaquim Manuel de Macedo. En esta obra, una muchacha llamada Inês se enamora de una visitante conocida como Isidora, que es descrita con rasgos tradicionalmente considerados masculinos. Sin embargo, al final de la novela se revela que Isidora era en realidad un hombre que se había disfrazado de mujer para evitar ser reclutado al ejército, por lo que ambos pueden finalmente casarse. A pesar de que la revelación final deja ver una intención moralizante, académicas modernas como Maria Cristina Ferraz han afirmado el carácter transgresor de la obra al mostrar en un principio como lésbico el deseo de Inês.
En 1882, Aluísio Azevedo publicó la novela A condessa Vésper, que incluyó un personaje secundario lésbico, aunque la representación fue negativa y la mujer parece ver su orientación sexual como incompatible con su propia humanidad, al afirmar: «mi cuerpo hoy tiene forma primitiva de mujer, pero ahora lo habita el alma de un demonio unisexual que se disgusta con las triviales caricias masculinas». Una representación igualmente negativa apareció en la novela naturalista Um homem gasto (1885), publicada bajo seudónimo por el doctor y escritor Ferreira Leal y considerada la primera obra narrativa brasileña en referenciar la homosexualidad masculina. La trama de la novela, que en su tiempo produjo un férreo debate entre críticos literarios, sigue la historia de un hombre llamado Alberto que ha vivido una vida de excesos y perversiones, entre ellas la homosexualidad, «error nefando» que empezó a practicar en su juventud. Al final de la obra, Alberto se suicida.
En los años siguientes aparecieron obras como la novela O Ateneu (1888), de Raul Pompéia y también naturalista, que narra la historia de un joven en un internado masculino en el que son comunes las relaciones homosexuales en que «muchachos tímidos, ingenuos» pasan a ser «dominados, celebrados, pervertidos como niñas indefensas». En 1890 fue publicada O cortiço, de Aluísio Azevedo, que además de presentar en Albino un personaje masculino afeminado y estereotipo del homosexual de la época, muestra una relación sexual entre dos mujeres. La escena, que fue atacada en la época por «promover el lesbianismo», involucra a una joven virgen de 18 años llamada Pombinha que es seducida por una prostituta de nombre Léonie. Aunque en un principio Pombinha se resiste, posteriormente se entrega al placer del acto sexual, como Azevedo deja ver en la descripción del hecho:

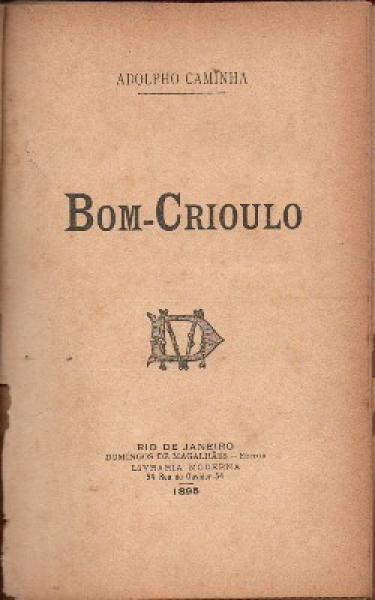
Portada de la primera edición de la novela Bom-Crioulo (1895), considerada la obra iniciadora de la literatura LGBT brasileña.

Pombinha jadeó, de mala gana; pero el roce de esos dos gruesos pompones inquietos sobre su mezquino pecho de doncella preadolescente y el vertiginoso rogar de aquellos cabellos ásperos y encrespados en las estaciones más sensibles de su feminidad, terminaron por encender la pólvora de su sangre, abandonando su razón al rebate de sus sentidos.

#### Bom-Crioulo
Aunque en las obras antes mencionadas aparecieron personajes LGBT secundarios, la primera obra brasileña cuya trama central abordó directamente una relación entre personas del mismo sexo fue Bom-Crioulo (1895), novela del autor aracatiense Adolfo Caminha que, además de su puesto como iniciadora de la literatura LGBT del país, suele ser señalada como la primera novela LGBT de América Latina. La obra, que también se enmarca en la tradición del naturalismo, sigue la historia de un esclavo fugado llamado Amaro que se enamora de forma apasionada de un muchacho rubio de nombre Aleixo luego de unirse a la armada brasileña. Tras una etapa de romance en el barco en que navegaban, ambos se mudan a Río de Janeiro, pero Amaro pronto descubre que Aleixo lo había engañado con una mujer, por lo que lo asesina en un arranque de celos.
En la novela, Caminha reproduce la homofobia de la sociedad de la época y aborda a sus personajes bajo el paradigma de un hombre mayor y viril, en este caso Amaro, enamorado de un muchacho joven y de características tradicionalmente consideradas femeninas que toma el rol pasivo, papel cumplido por Aleixo. No obstante, a pesar de estar narrada desde la idiosincrasia de la época, la obra a la vez explora con un lenguaje directo la sensualidad y el deseo homoerótico entre ambos personajes, hecho inédito en la literatura local en ese entonces, como se puede apreciar en el siguiente fragmento:

Una vez al lado del grumete, sintiendo el calor de su cuerpo curvilíneo, el calor suave deseado y virgen de contactos impuros, un apetito salvaje cortó al negro el habla. La luz no llegaba ni a la mitad del escondite donde se habían refugiado. No se veían: se sentían, se adivinaban bajo las mantas. Después de un breve y cauteloso silencio, Bom-Crioulo, acurrucándose junto al grumete, le dijo algo al oído.

Décadas después de su publicación, la novela fue prohibida y retirada de bibliotecas, posiblemente debido a su temática, por el régimen del presidente Getúlio Vargas durante el Estado Novo. Permaneció de este modo proscrita por varios años, hasta que fue reeditada en la década de 1980.

### Primera mitad delsigloXX

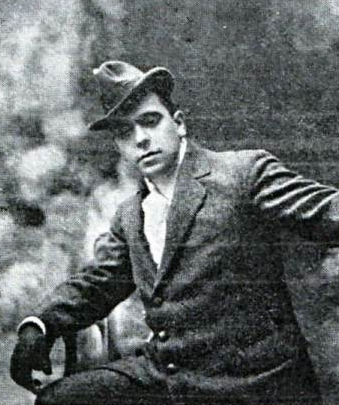
João do Rio, autor del relato «Impotência» (1899).

Con la llegada del siglo XX, hizo su entrada en las letras el escritor y cronista João do Rio. Aunque nunca admitió públicamente su orientación sexual, la misma era de conocimiento general, por lo que hoy en día es recordado como la primera persona homosexual brasileña en alcanzar fama y prestigio. Fue notoria la influencia que el escritor irlandés Oscar Wilde ejerció sobre él, a quien Do Rio tradujo y emulaba. Su primera obra de ficción fue el cuento «Impotência», que apareció en 1899 en el diario A Cidade do Rio, cuando el autor contaba con 18 años. La trama del relato explora la historia de un hombre de 70 años y sus deseos homosexuales no cumplidos. Do Rio volvería a explorar temáticas homoeróticas en dos cuentos posteriores, «Ódio, ou Páginas de um diário» (1900), sobre un hombre llamado Fábio que recuerda la mezcla de deseo y desprecio que sintió por su vecino durante años, y «O bebê da tarlatana rosa» (1908), donde el protagonista conoce a un hombre durante el Carnaval de Brasil, pero al tocarlo descubre que en realidad se trataba de una mujer disfrazada.
Otras obras de principios del siglo XX que suelen ser señaladas por su carácter homoerótico incluyen el cuento «Pílades e Orestes», publicado por Joaquim Machado de Assis en 1903 en el Almanaque Brasileiro Garnier; así como algunos escritos que aparecieron en Rio Nu, revista masculina que a menudo abordaba temáticas sexuales tabúes, como por ejemplo el capítulo titulado «Extravagância» del serial A casadinha (1902), escrito bajo el seudónimo Symphrônio Perillo, y que cuenta la historia de un hombre que decide tener sexo con un trabajador sexual apodado Oscar, y quien a la mañana siguiente le da poca importancia al hecho al afirmar que tan solo se trataba de una «extravagancia».
La revista Rio Nu también fue el lugar de publicación del cuento «O menino do Gouveia» (1914), firmado con el seudónimo Capadocio Maluco y que constituye el más antiguo relato homosexual pornográfico del que se tiene conocimiento. El texto tiene como protagonista a un hombre que visita a un prostituto pasivo llamado Bembem, que le cuenta la historia de su vida y su incansable deseo sexual. Bembem, que asumió su orientación sexual desde que se sintió atraído por su tío, es descrito con características femeninas y se presenta como incapaz de sentir cualquier tipo de placer sexual que no sea el que recibe durante el sexo anal. Aunque resulta claro que más que una finalidad estética, el objetivo del autor era generar excitación en el lector, el relato es notorio por la descripción del entorno en que se desarrollaban los encuentros sexuales entre hombres en el Río de Janeiro de la época.
La homosexualidad adquiere un tono más negativo en la novela Serafim Ponte Grande (1933), de Oswald de Andrade, obra en la que el protagonista es un mujeriego que por momentos experimenta deseos homoeróticos, que la novela trata de forma cómica y que él ve como una enfermedad: «Me viene a la cabeza a toda hora, una idea absurda e idiota. Follar a Pinto Calçudo. Me deja el pene duro. ¡Necesito consultar a un médico!». La obra además muestra a una pareja de lesbianas, a una de las cuales Serafim seduce, con la idea de que ni una mujer lesbiana podía resistirse a sus encantos.
Otra representación negativa aparece en Vertigem (1926), de Laura Villares, considerada la primera novela escrita por una mujer brasileña en incluir una representación de lesbianismo. La obra, que fue ignorada durante décadas y saltó a la luz al ser rescatada por el crítico Luiz Mott en su obra O lesbianismo no Brasil (1987), toma elementos de la tendencia naturalista del siglo pasado para contar la historia de Luz, una joven que viaja del campo a Sao Paulo y se convierte en prostituta. Vertigem tiene una marcada carga moralista y da una mirada antipática de la sociedad de Sao Paulo, que Villares caracteriza como lujuriosa e inmoral y la razón que lleva a Luz a la prostitución. Los elementos lésbicos, que son presentados de forma sutil, se presentan en la amistad entre Luz y Liliane, la prostituta que la entrena en el arte del sexo. El deseo erótico entre ambas es incluso reconocido por otros personajes, aunque nunca es consumado. Esta atracción puede verse en el siguiente fragmento, donde Liliane ayuda a Luz a prepararse para uno de sus clientes:

Y le acarició lentamente la espalda, el cuello, el pecho, deteniéndose con la mano donde la piel estaba más cálida y suave. - Eres realmente hermosa, Luz. ¡Qué brazos tan esculturales! ¿Y los senos? Usas corpiño. ¡Que locura! ¿Por qué apretar así esos hermosos pechos? Quítate ese corpiño... ¡deja que se vean lo buenos y duros que están!

La dictadura de Getulio Vargas, que tuvo lugar entre 1937 y 1945, se vio caracterizada por un alto grado de censura y persecución hacia obras consideradas transgresoras. Esto afectó a libros con referencias homoeróticas, aunque dos obras notorias en la temática se publicaron durante este periodo. La primera fue Mundos mortos (1936), de Octávio da Faria, novela que transcurre en un colegio religioso y que entre sus arcos narrativos más importantes tiene la pasión de un adolescente llamado Roberto Dutra por otro llamado Carlos Eduardo, hecho que produce la consternación de los sacerdotes del colegio y calificativos de «perversión», «monstruosidad» e «impureza», al amor que siente Roberto por su compañero. Al año siguiente fue el turno de Capitães de areia (1937), de Jorge Amado, que tiene como protagonistas a una banda de jóvenes delincuentes de clase baja, muchos de ellos con tendencias homosexuales. Debido a su temática, más de 800 ejemplares de la novela fueron quemados tras su publicación.

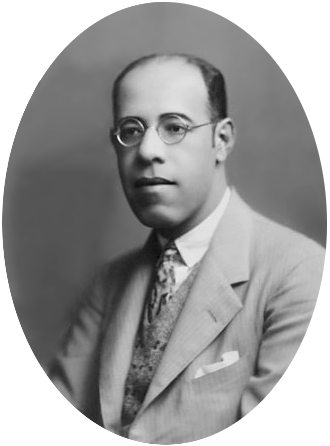
Mário de Andrade, autor del relato «Frederico Paciência» (1947).

Un factor influyente tanto en la actitud social hacia la diversidad sexual como en las representaciones literarias de personajes LGBT en obras locales, fue el carácter patriarcal y conservador presente en la sociedad brasileña. Debido a ello, varias obras del siglo XX con tramas LGBT incluyeron la temática solo de forma sugerida. Ello se observa por ejemplo en el ya mencionado «Pílades e Orestes» (1903), así como en el texto paradigmático de esta tendencia, «Frederico Paciência», relato de Mário de Andrade publicado en su libro póstumo Contos novos (1947). En el cuento, un hombre llamado Juca recuerda a su compañero Frederico, a quien durante la etapa escolar lo unía una intensa amistad y afecto que provocó que el resto de sus compañeros empezaran a agredirlos de forma verbal y a acusarlos de ser homosexuales. Aunque ninguno de los dos acepta que lo que sienten es más que amistad, el texto muestra que el afecto va más allá de ello, como deja ver el siguiente fragmento:

Me senté en el borde de la cama, como para cuidarlo, y miré a mi amigo. Su rostro estaba iluminado por la luz del sol de la tarde que entraba por la ventana. Era tan hermoso que lo miré con gran reverencia. (…) Sus labios rojos separándose lentamente, su discurso deliberadamente cansado. Lo miré. Frederico Paciência se dio cuenta y de repente dejó de hablar para mirarme. Me di cuenta de que se había quedado en silencio y sabía por qué, pero no pude reaccionar, incapaz de apartar los ojos de su hermosa boca. Cuando nuestras miradas finalmente se encontraron, casi me asusté porque Frederico Paciência me miraba de la misma manera que yo lo miraba a él, con ojos anhelantes que dejaban ver por completo sus sentimientos.

A pesar de que los personajes no aceptan su orientación sexual, «Frederico Paciência» es recordado como uno de los primeros textos en que una relación homoafectiva no es narrada de forma negativa y que se centra en el afecto entre los personajes. De acuerdo al académico Luiz Fernando Lima Braga, el cuento muestra además atisbos de la vida del propio autor, de quien era conocida su homosexualidad, aunque no la asumió de forma pública.
La primera mitad del siglo xx culminó con la publicación de la obra de temática lésbica Volúpia do Pecado (1948), primera novela de Cassandra Rios y que le permitió alcanzar rápidamente la fama. En las décadas siguientes, Rios se convirtió en una de las más exitosas autoras brasileñas de todos los tiempos y la primera en alcanzar un millón de libros vendidos (tanto entre escritoras como escritores). Estas obras continuaron explorando la vida de protagonistas lesbianas, aunque también exploró relaciones heterosexuales en varias de sus novelas. Debido a las temáticas recurrentes de su obra, entre las que estaban la violencia y el sadomasoquismo, durante décadas su literatura fue considerada como pornográfica, además de ser ignorada por la opinión crítica. Con los años, Rios pasó a ser considerada como la iniciadora de la tradición de literatura lésbica brasileña.

### Segunda mitad delsigloXX
En 1951, el escritor Paulo Hecker Filho publicó la novela Internato, que, aunque de temática similar a obras como O Ateneu (1888) y Mundos mortos (1936) al desarrollarse en un colegio internado, fue la primera en presentar de forma mucho más explícita la homosexualidad entre adolescentes varones. En la novela, un muchacho de características delicadas llamado Jorge se encuentra profundamente enamorado de un compañero musculoso y promiscuo llamado Eli, que el narrador describe como prototipo de la imagen tradicional de masculinidad, un «ideal de Miguel Ángel» de «torso poderoso, (...) nalgas firmes y muslos gruesos de atleta». La obra describe con particular detalle un entorno colegial en que las relaciones homosexuales se encontraban generalizadas entre adolescentes, aunque solo los muchachos que tomaban el rol pasivo eran considerados homosexuales, mientras los activos, que tenían relaciones tanto con varones como con mujeres y entre los que estaba Eli, eran considerados como ejemplos masculinos a seguir:

Era el favorito indiscutible de los pederastas. En gran parte porque fue él quien desfloró a la mayoría de ellos, y los amantes, de cualquier sexo, siempre permanecen fieles a su primera pareja. La apariencia amable y hasta bella que poseía le ayudó en sus conquistas, que no se limitaron a la escuela, habiendo desvirginizado, según él mismo afirmó, a más de una niña, realizando actos de onanismo y cópulas sin dudarlo con otras.

La exploración de la sexualidad femenina fue abordada en 1954 por la escritora Lygia Fagundes Telles en su novela Ciranda de Pedra. En esta obra, Fagundes presenta a Virgínia, una joven que luego de ser rechazada por un hombre empieza a explorar su sexualidad con su amiga Letícia, quien se siente atraída por la protagonista. Luego de ceder a la seducción de Letícia y experimentar con ella, Virgínia decide volver a buscar el cariño de hombres. En las décadas siguientes Fagundes siguió explorando temáticas LGBT femeninas, por ejemplo en su cuento «Uma branca sombra pálida» (1995).

Lúcio Cardoso, autor de la novela Crônica da casa assassinada (1959).

La década de 1950 es además notoria por la publicación de las novelas Gran Sertón: Veredas (1956), de João Guimarães Rosa, y Crônica da casa assassinada (1959), de Lúcio Cardoso, dos obras clásicas de la literatura brasileña que incluyeron subtramas LGBT con personajes marcadamente diferentes a los presentes en obras anteriores y donde el homoerotismo tomó rasgos espirituales. La novela de Guimarães Rosa narra en primera persona la vida de aventuras del jagunço Riobaldo. Un rol destacado en ella tiene Diadorim, un muchacho que se une al protagonista y por quien comienza a sentir una fuerte atracción al punto que «codiciaba comer y beber lo que dejaba él, codiciaba poner mi mano donde él la ponía». En medio de las temáticas metafísicas que explora la novela, Diadorim pasa a representar para Riobaldo una constante dualidad de conceptos en que la sexualidad se le presenta como un enigma, con el ideal masculino que se esperaba de los jagunços por un lado y el deseo prohibido hacia Diadorim del otro. Solo al final de la novela, cuando Diadorim muere, Riobaldo acepta el amor que sentía por él, momentos antes de descubrir que su amado tenía un cuerpo femenino.
En Crônica da casa assassinada, la diversidad sexual se expresa a través de la transgresión del personaje de Timoteo, quien viste ropas de mujer y afirma estar poseído por el espíritu de una antepasada rebelde de su familia. El actuar del personaje, que mancilla el orgullo de su familia y desenmascara sus actitudes hipócritas, es descrito por él mismo como una forma de denuncia contra las expectativas restrictivas de la sociedad:

Hubo un tiempo en el que pensé que debía seguir el camino de todos los demás. (...) Me até con corbatas, participé en conversaciones banales, me imaginé como todos los demás. Hasta el día en que sentí que ya no me era posible continuar: ¿para qué seguir leyes comunes si no era común, para qué fingir ser igual a los demás si era totalmente diferente? Ah, Betty, no me veas a mí, a mi ropa, como otra cosa que una alegoría: quiero dar a los demás una imagen del coraje que no tuve. (...) Pero un día, ¿estás escuchando? -- un día me liberaré del miedo que me detiene y les mostraré al mundo quién soy realmente.

Del lado de la narrativa corta, entre los relatos reconocidos de los años 1950 se encontraron cuentos como «O iniciado do vento» (1956), de Aníbal Machado, y «A paixão segundo João» (1959), de Dalton Trevisan.

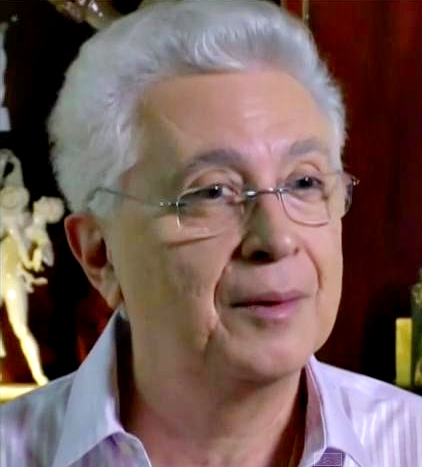
Aguinaldo Silva, autor de Primeira carta aos andróginos (1975).

La etapa de la Dictadura militar en Brasil coincidió con sucesos internacionales como los Disturbios de Stonewall y el surgimiento del movimiento LGBT, eventos que tuvieron gran influencia en la cultura local y la visibilidad de las personas LGBT. Debido a ello, a pesar de la censura y la amenaza del exilio, la literatura brasileña vio un auge de obras que comenzaron a presentar una mirada más positiva y simpatética sobre la diversidad sexual. Ejemplos de ello fueron algunas obras dramáticas de Nelson Rodrigues, la antología de cuento LGBT Histórias de amor maldito (1967), editada por Gasparino Damata, o la colección de relatos A meta (1976), de Darcy Penteado. En la narrativa larga se distingue el sociólogo Gilberto Freyre, con obras como Dona Sinhá e o filho padre (1964) y Outro amor do Dr. Pablo (1977); la novela João Ternura (1965), de Aníbal Machado; y Passagem para o proximo sonho (1982), autobiografía de Herbert Daniel sobre su tiempo en una guerrilla y su exilio en París.
De particular impacto fue además la novela Primeira carta aos andróginos (1975), de Aguinaldo Silva, inspirada por aspectos de la vida del propio autor y que relata la historia de un narrador homosexual que se inmiscuye en el mundo de la prostitución masculina adolescente. De carácter experimental y con múltiples metáforas sobra la situación de las personas LGBT a raíz de la llegada de la liberación sexual al país, la novela toma su título de la Primera epístola a los corintios, además de emplear en algunas secciones un estilo similar. Aunque, mientras la carta de Pablo de Tarso dispone una serie de mandatos morales, la novela de Silva utiliza este estilo para dar una mirada didáctica de la sexualidad.
Entre las décadas de 1960 y 1980, la figura de Cassandra Rios alcanzó su más alto apogeo, con ventas que alcanzaron las 300 000 copias de libros por año. Sin embargo, sus personajes lésbicos la volvieron una víctima recurrente de la censura por parte de la dictadura, que prohibió al menos 36 de los alrededor de 50 libros que publicó hasta el final de la misma. Sobre la censura que sufrió su obra, Rios expresó en una entrevista: «Si un hombre escribe, es sabio, tiene experiencia. Si una mujer escribe es una ninfómana, una pervertida». De la producción de Rios durante este periodo destacan obras como «Eu sou uma lésbica» (1980), cuento que sigue a una mujer lesbiana llamada Flávia que rememora su primer enamoramiento de niña por una vecina llamada Kênia y las relaciones con mujeres que ha tenido de adulta. Aunque en primera instancia Flávia comparte algunas de las creencias sociales conservadoras sobre su orientación sexual, a lo largo de la obra evoluciona su perspectiva y comienza a percibir su sexualidad como parte natural y fundamental de su identidad como individua, de este modo adoptando una mirada más positiva sobre su vida. Esta postura reivindicativa, que aún no era común en la narrativa LGBT brasileña, es expresada por la protagonista con el siguiente comentario que realiza sobre sí misma: 

Lo que quiero afirmar es que en mí todo es natural, consciente, vivo, espontáneo. Soy definida, auténtica, honesta, pero todavía un poco cobarde.

En aquella época también surgió la figura de Caio Fernando Abreu, quien, junto a Silviano Santiago y João Silverio Trevisan abrieron una nueva etapa en la narrativa LGBT brasileña, influenciada por la literatura LGBT global. Desde su primera obra, la colección de cuentos Inventário do Irremediável (1970), Abreu empezó a explorar distintos aspectos de la diversidad sexual y la homofobia de la época. En «Madrugada», dos hombres se conocen en un bar e inician una conversación que los lleva a identificarse cada vez más. La conexión entre ambos despierta la homofobia del resto de los presentes, por lo que son expulsados del bar. Al final de la historia, ambos deciden seguir sus respectivos caminos. El cuento «O Ovo», por su lado, sigue a un hombre que, tras ser abandonado por su prometida, decide seducir a un sargento afeminado como forma de vengarse contra el sistema que el soldado representa. Tras lograr tener relaciones sexuales con él y que el protagonista tomara el rol activo, la homofobia interna lleva al sargento a suicidarse.
De Morangos mofados (1982), considerado la obra maestra de Abreu, se pueden mencionar relatos como «Aqueles dois», que, de forma similar a los cuentos anteriores, está marcado por la homofobia. El relato sigue a dos trabajadores que se vuelven amigos y cada vez encuentran más similitudes, por lo que crece su cercanía. No obstante, el jefe de ambos escucha rumores de que la relación entre ellos se había vuelto una «desvergonzada aberración», por lo que los despide. Un final similar tiene lugar en «Terca-feira gorda», que narra la historia de dos hombres que se conocen en el Carnaval de Brasil, al que asisten sin máscaras, y empiezan a bailar juntos y luego a besarse, por lo que reciben una serie de insultos homofóbicos por parte de los enmascarados. El cuento, a diferencia de otros relatos de Abreu, es notable por la voz narrativa en primera persona que expresa sus deseos homoeróticos de forma abierta y sin ningún tipo de culpa. El momento en que ambos personajes se conocen es narrado en los siguientes términos:

Frente a mí, nos miramos. Yo también estaba bailando ahora, siguiendo su movimiento. Así: caderas, muslos, pies, onda que baja, mira hacia abajo, volviendo por la cintura hasta los hombros, onda que sube, luego sacude tu cabello mojado, levanta la cabeza y mira sonriendo. Presionó su pecho sudoroso contra el mío. Ambos teníamos pelo. Los pelos mojados se mezclaron. Extendió la mano abierta, me frotó la cara y dijo algo. Qué, pregunté. Estás bueno, dijo. Y no parecía un maricón ni nada parecido: sólo un cuerpo que resultó ser el de un hombre al que le gustaba otro cuerpo, el mío, que resultó ser el de un hombre también. Extendí la mano abierta, se la froté por la cara y dije algo. ¿Qué has preguntado? Estás bueno, dije. Yo era solo un cuerpo que resultó ser el cuerpo de un hombre al que le gustaba otro cuerpo, el suyo, que resultó ser también el de un hombre.

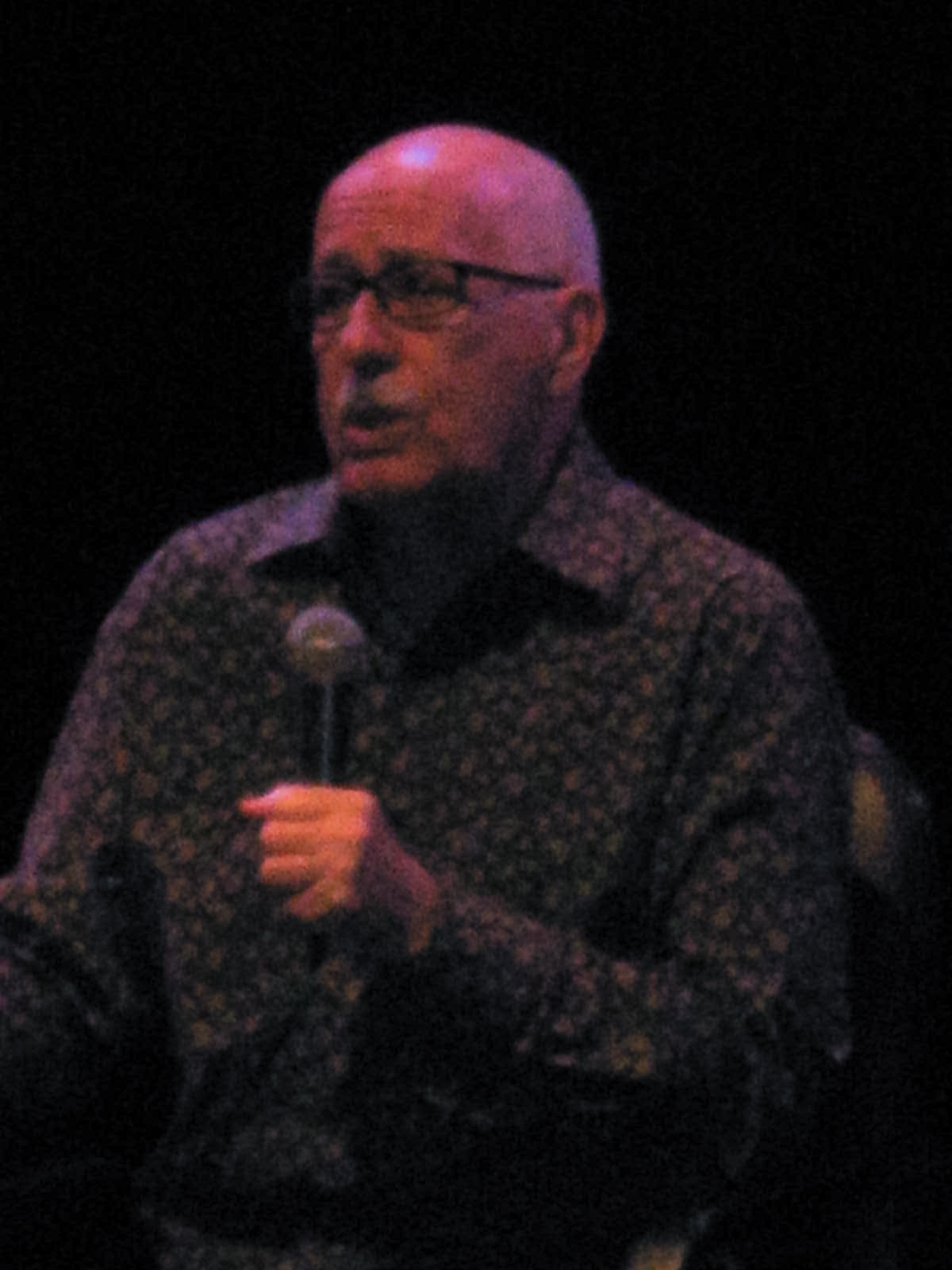
Silviano Santiago, autor de la novela Stella Manhattan (1985).

De la obra del escritor y crítico literario Silviano Santiago se distinguen novelas como Stella Manhattan (1985), una de las primeras en contar con una personaje travesti como protagonista, y Uma História de Família (1993). João Silvério Trevisan, más conocido por su libro de no ficción Devassos no paraíso (1986), considerado una obra fundamental sobre la historia de la homosexualidad en Brasil, es autor de obras narrativas como Em nome do desejo (1983), novela que cuenta la historia de dos seminaristas varones que se enamoran y deben enfrentarse contra la represión que encuentran a causa de su relación. Aunque los protagonistas de la obra continúan mostrando estereotipos físicos en que uno de los hombres se muestra como delicado y el otro musculoso, la novela de Trevisan deconstruye a la vez varias concepciones de la época sobre la masculinidad.
Otro autor que sobresalió durante los últimos años del siglo XX fue João Gilberto Noll, quien desde su primera obra, O cego e a dançarina (1980), incluyó temáticas LGBT y que continuaría abordando el tema de forma más prominente en novelas como A céu aberto (1996), Berkeley em Bellagio (2002) y Lorde (2004). También se pueden mencionar las novelas Pela Noite (1983), escrita por Caio Fernando Abreu y que de acuerdo al catedrático Marcelo Secron Bessa fue probablemente la primera obra literaria brasileña en abordar el VIH; Duas iguais (1998), de Cíntia Moscovich, historia de amor de dos muchachas que rompió muchos de los estereotipos de obras lésbicas comunes hasta la fecha; O terceiro travesseiro (1998), novela de Nelson Luiz de Carvalho sobre el descubrimiento sexual de un adolescente gay llamado Marcus que se convirtió en un éxito de ventas; y Cinema Orly (1999), de Luís Capucho, que narra con un lenguaje crudo la vida de un hombre entre los días en el trabajo y los encuentros sexuales casuales que tiene con otros hombres durante las noches en un cine, y que Capucho emplea para cuestionar los estereotipos binarios de la diversidad sexual y explorar la marginalidad a la que son sometidas las personas LGBT.

### SigloXXI
Los primeros años del siglo XXI vieron un aumento considerable en el número de obras narrativas con temáticas relacionadas con la diversidad sexual publicadas en Brasil, las mismas que incluyeron personajes LGBT que en su mayoría rompían los estereotipos que habían existido hasta el siglo pasado. El crítico Antônio de Pádua da Silva resalta novelas como Olívio (2003) y O Prédio, o Tédio e o Menino Cego (2009), de Santiago Nazarian (elegido en 2007 como uno de los 39 mejores escritores latinoamericanos menores de 39 años por el Bogotá39); así como Ratos (2007), de Luís Capucho, que, al igual que Cinema Orly, aborda el mundo suburbano homosexual y la cultura del sexo casual y la marginalidad, aunque con un lenguaje más poético y trabajado que en su novela anterior:

Salto el muro del alistamiento militar y lo encuentro en el balcón. Nos abrazamos. Su aroma es acogedor. Mi lengua, como una esponja empapada, lame la sal de su rostro bien afeitado. Beso su cálida y deliciosa boca. Él, mientras me besa, me aprieta el culo con las manos. Me voltea, continúa, estoy a cuatro patas, continúa, estoy acostado boca abajo, continúa, me besa la nuca, continúa, continúa, oh, oh.

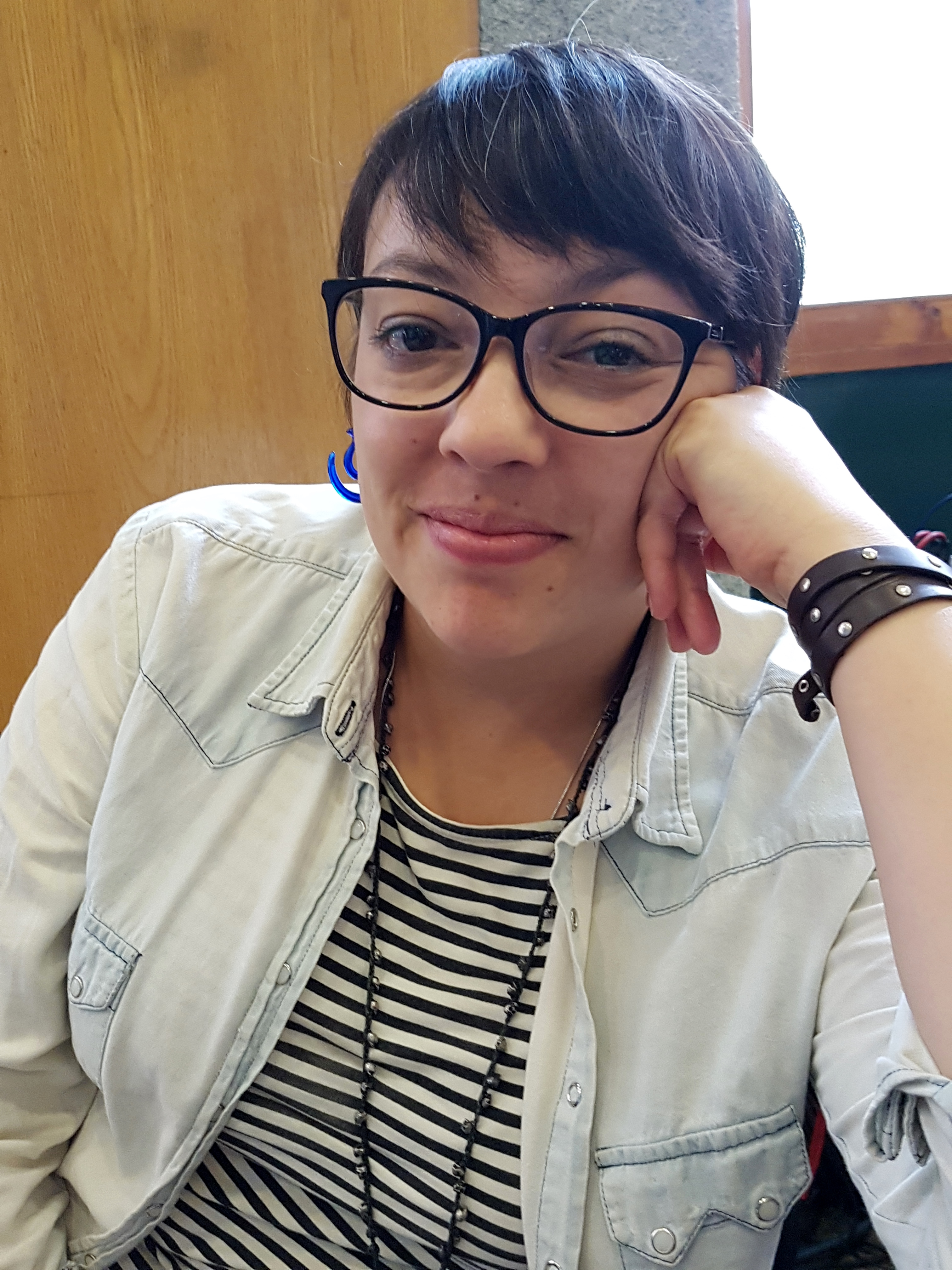
Natalia Borges Polesso, autora del libro de cuentos Amora (2015).

Durante la década de 2010, se publicaron varias obras LGBT reconocidas con galardones literarios. Entre ellas se cuentan obras como la novela Todos nós adorávamos caubóis (2013), de Carol Bensimon, que narra la historia de amor entre dos mujeres llamadas Julia y Cora que deciden emprender un viaje planeado desde la adolescencia; o la colección de cuentos Amora (2015), obra de la escritora Natalia Borges Polesso que reúne 33 relatos con protagonistas lesbianas y que se hizo acreedora en 2016 al Premio Jabuti de Literatura.
El año 2016, en particular, vio la aparición de una ola de novelas notables con protagonistas LGBT que trascendieron sus círculos lectores tradicionales. Entre ellas estuvo Homens Elegante, de Samir Machado de Machado, novela histórica que se desarrolla en el siglo XVIII y sigue a un lugarteniente que investiga el contrabando a Brasil de un libro obsceno. O Amor dos Homens Avulsos, de Victor Heringer, quedó entre los finalistas del Premio São Paulo de Literatura, con la historia de un hombre blanco que durante su adolescencia tuvo una relación amorosa con un muchacho mulato más tarde asesinado, y que en el presente acoge en su hogar al nieto del asesino de su antiguo amante de la juventud. También del 2016 fueron las novelas Simpatia pelo demônio, de Bernardo Carvalho, y Meia-noite e vinte, de Daniel Galera.
Otras obras LGBT destacadas de la década de 2010 fueron las novelas Pai, pai (2017), de João Silvério Trevisan, finalista del Premio Jabuti de Literatura; y Cloro (2018), de Alexandre Vidal Porto; además de las colecciones de cuentos Todo esse amor que inventamos para nós (2019), de Raimundo Neto, galardonada con el Premio Paraná de Literatura; y As coisas (2018), obra de Tobias Carvalho que ganó el Prêmio Sesc de Literatura de entre 720 obras participantes y en la que retrata distintas fascetas de la vida de hombres gais. Carvalho continuó abordando temáticas LGBT en obras posteriores, como por ejemplo en su novela Quarto aberto (2023), donde explora las relaciones abiertas en parejas homosexuales.
Del lado de la literatura lésbica, entre las obras notorias de años recientes se encuentra Oito do Sete (2017), novela de Cristina Judar que ganó el Premio São Paulo de Literatura y que tiene como protagonistas a una pareja de mujeres en una narración que adquiere elementos alegóricos. También se puede mencionar la novela Elas marchavam sob o sol (2021), de la misma Judar, y A extinção das abelhas (2021), de Natalia Borges Polesso.
La escritora y política Atena Beauvoir, por su lado, es reconocida por abordar en su escritura diferentes facetas de la vida de las personas transgénero en el Brasil contemporáneo, con obras como las colecciones de relatos Contos Transantropológicos (2018) y A Segunda Humanidade (2022).

## Poesía

### Antes delsigloXIX

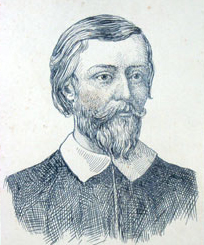
Retrato de Gregório de Matos, autor de las primeras obras literarias brasileñas en incluir referencias a la homosexualidad.

Las más tempranas alusiones a la homosexualidad, tanto en la poesía como en la literatura brasileña en general, tuvieron lugar en la obra del poeta Gregório de Matos (1636-1696), quien a finales del siglo XVII escribió una serie de poemas satíricos en que describía actos homosexuales supuestamente cometidos por sus oponentes políticos, como forma de desprestigiarlos. Entre ellos se encuentra «Marinícolas», poema cuyo título, de acuerdo a João Silvério Trevisan, mezcla el nombre Nicolau con la palabra «marica». En el poema, de Matos describe a un hombre que hereda el «humor meretriz» de las mujeres, prefiere «mirar pantalones» y en una escena casi es descubierto mientras mantenía relaciones sexuales con un hombre cuando estaba «con la boca en la cruz».
Una de las figuras más atacadas por de Matos fue Antônio Luís Gonçalves da Câmara Coutinho, entonces Gobernador general del Brasil y que protagoniza al menos cinco de sus poemas con alusiones homosexuales. Los mismos retratan a Câmara Coutinho como un homosexual hipócrita que se presenta como religioso y califican sus supuestas relaciones con otros hombres como pecados contra natura. Un ejemplo de este abordaje puede verse en el poema «Apologia cavilosa em defensa do mesmo governador Antônio Luís», donde de Matos le increpa:

¿Te mandó acaso el Rey
a que no te acostaras con hembras,
sino con tu siervo,
que es el surtidor de tus riñones?
(...)
¿Te mandó el Rey acaso
a Sodoma, o a Brasil?

La homosexualidad femenina también es abordada por de Matos, como lo de deja ver su poema «A uma dama que macheava outras mulheres», que ha sido señalado por figuras como el historiador Luiz Mott como el poema lésbico más antiguo de América del que se tenga conocimiento. En el mismo, de Matos habla de una mujer llamada Nise que «a ningún hombre» se entrega y se toma a «toda mujer». Sin embargo, al igual que en sus poemas sobre homosexualidad masculina, de Matos expresa una opinión marcadamente negativa hacia las relaciones entre parejas del mismo sexo y constantemente las compara con actos animales y pecaminosos, nacidos de vicios, con la intención de denigrar a las personas a las que referencia.

### SigloXIX

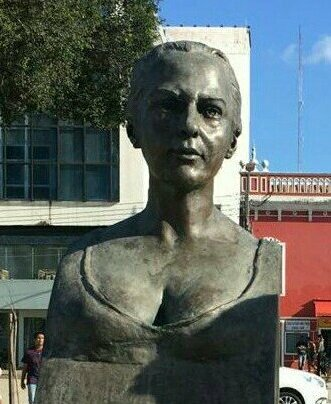
Busto de Maria Firmina dos Reis.

En el siglo XIX destaca la figura del poeta romántico Álvares de Azevedo, quien escribió algunos poemas que autores como João Silvério Trevisan han señalado como homoeróticos y quien, poco antes de morir a los 21 años, le dejó una carta a un amigo llamado Luis que ha sido interpretada en lecturas contemporáneas como amorosa, en que le expresó: «Luís, hay algo en mi corazón que me dice que tal vez todo acabó entre nosotros (...) Luís, es mi destino el haber amado mucho y que nadie me amara. Así como yo te amo, ámame».
También se han identificado motivos homoeróticos en poemas de la escritora afrobrasileña Maria Firmina dos Reis publicados en su obra Cantos à beira-mar (1871), considerado el primer libro de poesía publicado por una mujer en el país. Un ejemplo es el poema «A minha carinhosa amiga Exma. Srª. D. Inez Estelina Cordeiro», en el que Reis describe con lenguaje sensual a una de sus amigas y la compara con la diosa romana Diana, además de describirla como independiente, con la sonrisa de un arcángel y de una belleza celestial; todas estas imágenes análogas a las que poetas masculinos de la época utilizaban en poemas de amor dedicados a mujeres. Referencias a atracción lésbica también se pueden encontrar en el poema «Ela», donde Reis describe de forma apasionada a una mujer a la que adjudica adjetivos para resaltar su belleza y de la que no osa pronunciar su nombre, como se puede observar en su primera estrofa:

¡Ella! ¡Qué hermosa es esta doncella,
a quien he rendido mi corazón!,
a quien he devuelto mi alma,
a quien mi pecho en un éxtasis de amor vive sujeto...
¡Su nombre!... ¡No! - mis labios no lo dirán.

Otros autores que publicaron poemas con temáticas LGBT durante el siglo XIX fueron Laurindo Rabelo y el religioso Junqueira Freire. Este último, quien se unió a un monasterio a los 19 años, desarrolló una obra poética marcada por los sentimientos de culpa, el deseo reprimido y la ansiedad ante el voto de celibato. Su poema «A um moçoilo» es notorio por ser explícito en cuanto al género de su destinario masculino, además de presentar el deseo sin cargas religiosas moralistas, lo que resulta poco común en la poesía de ese entonces. Este carácter puede apreciarse en los siguientes versos:

Yo, que te amo de verdad,
A quien tú, rubio jovenzuelo,
Haces chillar y provocar,
Como un cuchillo sobre una piedra de afilar;
A mí, que como un ángel te adoro,
Entonces, muchacho, ¿soy un tonto?

### SigloXX

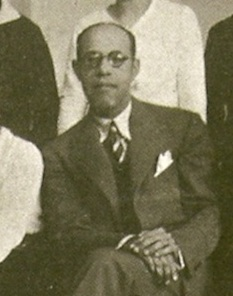
Mário de Andrade en 1931.

Durante la etapa del modernismo brasileño, una de las figuras más destacadas fue la del poeta y novelista Mário de Andrade. Debido a su orientación sexual, que Andrade no confirmó personalmente, pero que era de conocimiento público, fue ridiculizado por el resto de miembros del movimiento, particularmente por Oswald de Andrade, quien se refirió a Mário como «nuestra señorita São Paulo traducida al masculino». La homosexualidad del escritor solo se confirmaría en 2015, cuando se publicó una carta de 1928 en que él lo admitía. Aunque tradicionalmente las lecturas homoeróticas de sus obras han sido poco exploradas, la temática se puede identificar en poemas como «Cabo Machado» (1926), donde expresa:

Cabo Machado es un joven muy guapo.
Es como si el amanecer caminara frente a mí.
La boca carmesí entreabierta en una sonrisa perpetua
Donde el sol de oro ilumina sus dientes
Lleno de un lujo oriental.

Durante la segunda mitad del siglo, la poesía brasileña empezó a abordar una amplia gama de temáticas LGBT, entre ellas la denuncia contra la homofobia, la prostitución masculina, el deseo abierto entre personas del mismo sexo, el BDSM y el VIH. Francisco Bittencourt, quien en la década de 1970 fue uno de los fundadores del periódico gay Lampião da Esquina, exploró la homosexualidad en poemas como «O ritmo», en el que compara la musicalidad de la poesía con el ritmo de los movimientos en una relación sexual entre dos hombres. El rol del ano como un espacio para el placer tanto heterosexual como homosexual, por su lado, fue tratado por Roberto Piva.
Aunque su obra estuvo centrada principalmente en la narrativa, Cassandra Rios también incluyó temáticas LGBT en su poesía, como es el caso del poemario Minha Metempsicose (1964), así como Canção das Ninfas (1971). Debido al contenido de su poema «Prisão da Liberdade», Rios fue incluso detenida por la policía. Otras escritoras representativas de la temática fueron Hilda Hilst (a pesar no haber pertenecido a la diversidad sexual), quien escribió poemas con personajes LGBT en mundos de cuentos de hadas, entre ellos un joven rey gay, un enano bisexual y un hada lesbiana; y Ana Cristina César, considerada un ícono de la poesía marginal y quien centraba su poesía en la sexualidad y el placer femenino.

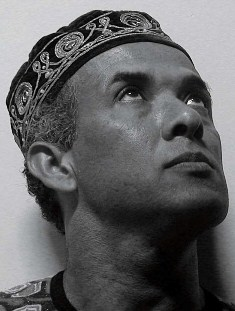
Waldo Motta, autor del poemario Bundo e outros poemas (1996).

El poeta Waldo Motta, quien empezó a publicar poesía LGBT explícita desde principios de la década de 1980, es notable por expresar motivos homoeróticos a través de la desacralización de imágenes bíblicas. Esto ocurre de manera prominente en su poemario Bundo e outros poemas (1996), que fue la obra que lo dio a conocer a nivel nacional. En el poema «Exortação», por ejemplo, Motta eleva al ano a la categoría de santo e impele a los neófitos a adorarle para alcanzar «prodigios y encantos». «Encantamento», en cambio, se presenta como una especie de oración a un dios con forma de falo (descrito con el neologismo «serpentecostal») y que habita entre las nalgas de la voz poética, que son descritas como montañas y depositarias de placeres intensos:

Oh Dios serpentecostal
que habitas en las montañas gemelas,
e hiciste de mi culo
el trono de tu reino
santo, santo, espíritu santo
que, en el amor, nos forjas,
háblame con tus lenguas,
aviva tu fuego por mí,
dame las gracias de la alegría
de las delicias que guardas
en el paraíso del cuerpo.

Entre los autores que iniciaron su carrera literaria en el siglo XX, pero que continuaron publicando durante el siguiente se cuentan personalidades como Glauco Mattoso, poeta gay ciego que trató en su obra de forma explícita los tabús alrededor de la sexualidad diversa, así como Horácio Costa, quien en poemas como «Êcstase» habla de prácticas como el fisting mientras a la vez cuestiona de forma sarcástica el falocentrismo de la sociedad brasileña.

### SigloXXI

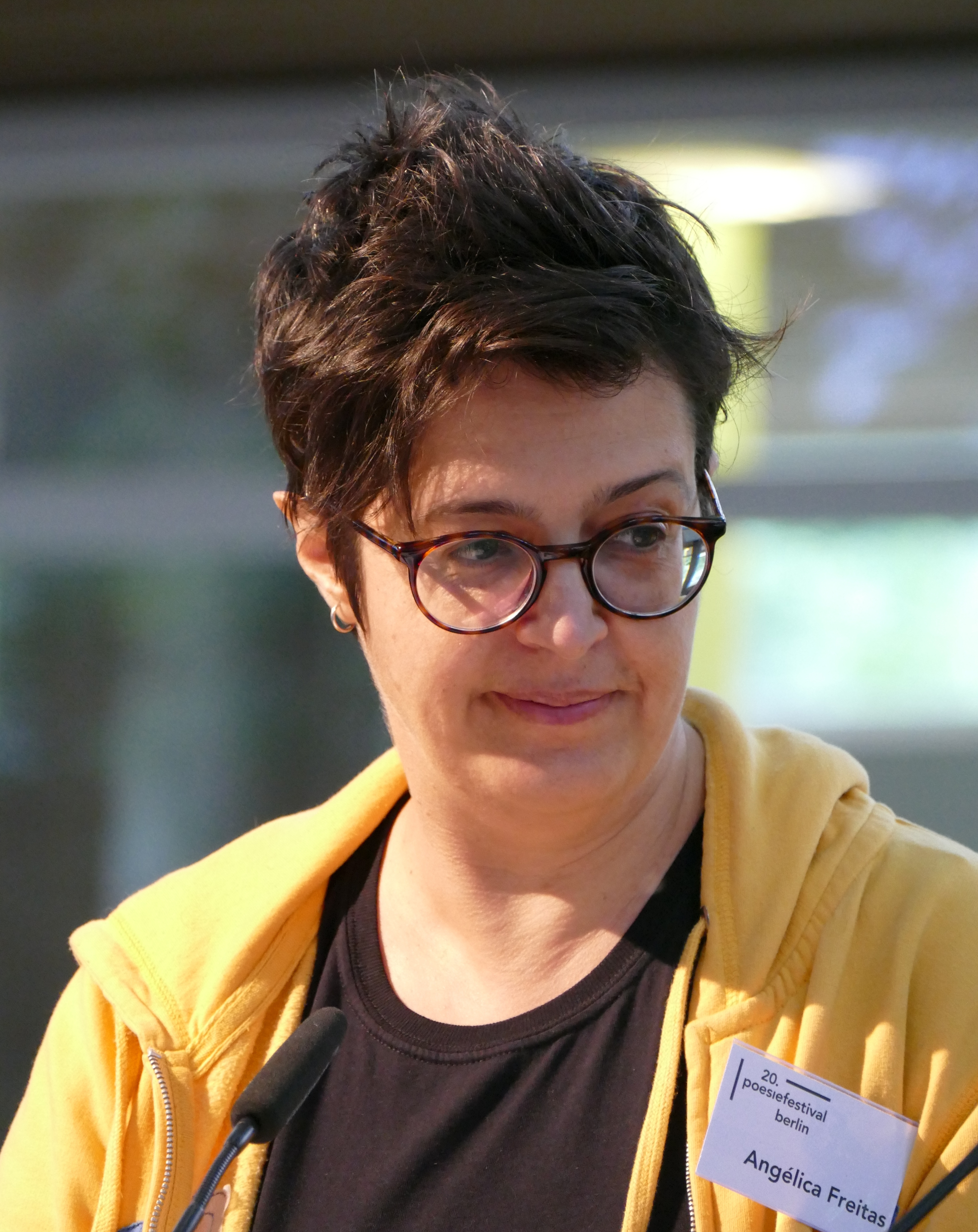
Angelica Freitas, una de las más destacadas exponentes de la poesía LGBT brasileña del.

Una de las voces más destacadas de la poesía LGBT brasileña durante las primeras décadas del siglo XXI ha sido la escritora Angelica Freitas, autora del poemario Um útero é do tamanho de um punho (2012). La obra, que la autora definió como «un libro sobre mujeres escrito por una mujer lesbiana», atrajo controversia en 2019 luego de que un diputado evangélico de Santa Catarina presentara una moción de repudio contra el libro por su temática y el hecho de que fuera una de las lecturas requeridas para el examen de admisión a universidades.
La obra de Horácio Costa continuó resaltando dentro de la poesía LGBT durante estos años y alcanzó mayor éxito crítico, particularmente a raíz de la publicación de Ravenalas (2008) y más tarde de A hora e vez de Candy Darling (2016), obras en que el activismo LGBT es protagonista. De esta última colección es por ejemplo el poema «Ayers Rock ou A Ocupação Política do Cartão Postal», que empieza con una referencia a las protagonistas drag queen de la película Las aventuras de Priscilla, reina del desierto (1994) y luego llama a una mobilización de drag queens brasileñas para realizar una toma política del monumento al Cristo Redentor.
Otras voces poéticas que destacaron a partir de la década de 2010 incluyen a Tatiana Nascimento, que en su obra ha trabajado el concepto del «cuíerlombismo» (combinación de queer y quilombo) y cuyo poemario lundu (2016) fue elegido como uno de los mejores libros del proyecto Leia Mulheres, y Ryane Leão, de gran popularidad en redes sociales y cuyo libro Tudo nela brilha e queima (2017) fue un éxito en ventas. Así mismo, se puede mencionar a Rafael João, Nívea Sabino, Luciany Aparecida, Cidinha da Silva y Simone Brantes.
En 2017, las autoras Amanda Machado y Marina Moura publicaron la colección Poesia gay brasileira, considerada la primera antología de poesía homosexual del país y que reunió obras de 44 autores que escribieron entre el siglo XIX y el siglo XXI.

## Literatura juvenil

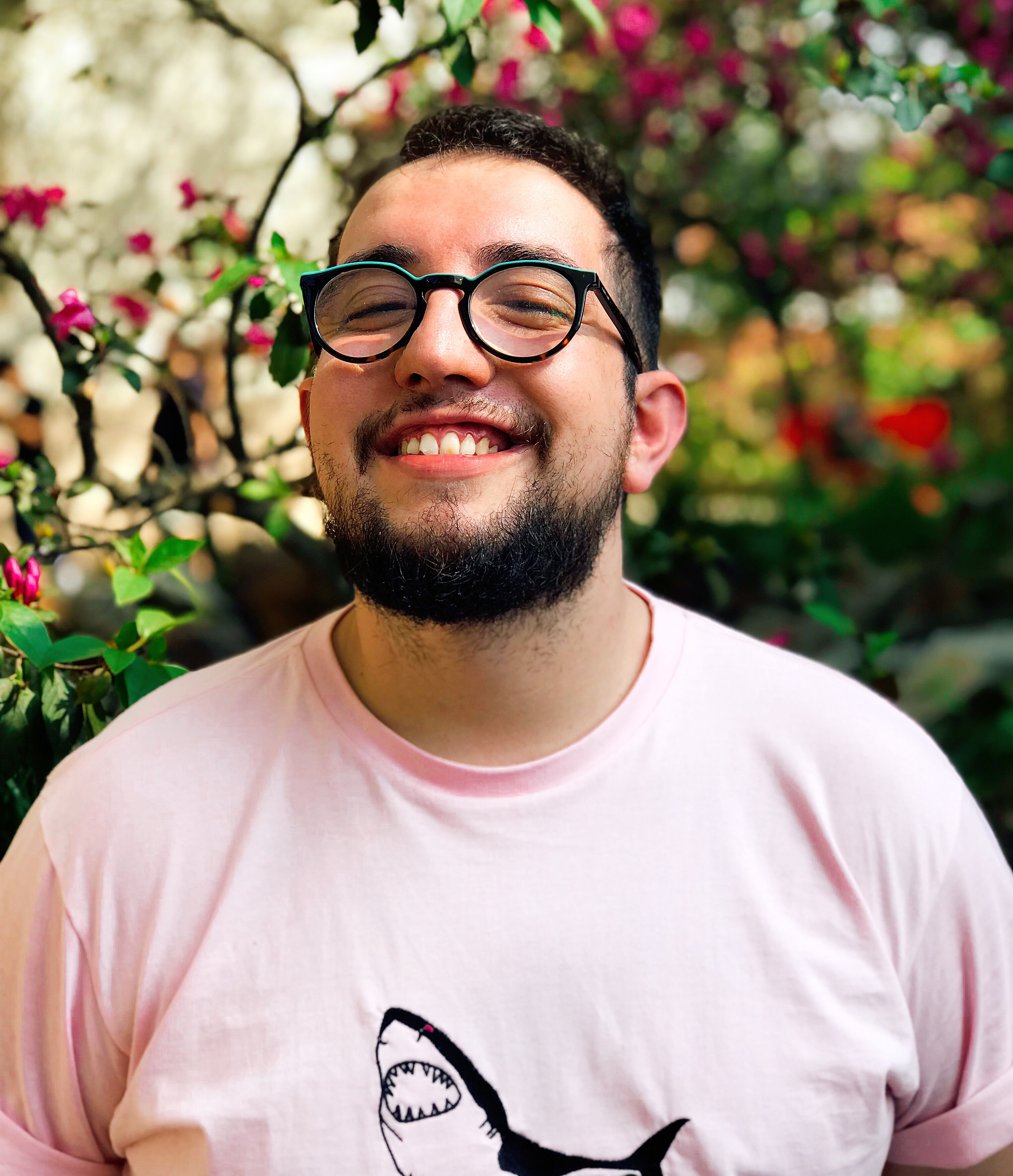
Vitor Martins, autor de la novela juvenil Quince días (2017).

A partir de la década de 2010, la popularidad de la literatura juvenil LGBT empezó un marcado crecimiento en Brasil, primero de la mano de traducciones de obras de autores como el estadounidense David Levithan, luego con la aparición de obras de autores locales, entre ellos Karina Dias y Rafaella Vieira.
El 2017 vio la publicación de Quince días, de Vitor Martins, mientras que en 2018 fue el turno de Você tem a vida inteira, de Lucas Rocha, ambas novelas juveniles LGBT que alcanzaron éxito local y fueron traducidas al inglés, lo que les permitió ganar en conjunto el premio a la mejor obra traducida de literatura juvenil de la Global Literature in Libraries Initiative en 2021. En los años siguientes, Martins continuó publicando novelas dentro del género que alcanzaron gran popularidad. Otros autores brasileños contemporáneos de literatura juvenil LGBT incluyen a Eric Novello, Elayne Baeta y Felipe Cabral.